# كور الصحن
كور الصحن أو قور الصحن منطقة عراقية، في جنوب ناحية النخيب بقضاء الرطبة بمحافظة الأنبار بصحراء الحجرة بالبادية العراقية غرب العراق، حفرَت بها الحكومة العراقية آباراً لعشيرة الدهامشة في أوائل الخمسينات.